# Societat Catalana d'Amics de Marcel Proust
La Societat Catalana d'Amics de Marcel Proust és una associació cultural catalana que té per objecte aplegar els amants de l'obra de Marcel Proust així com divulgar i promoure la seva lectura a Catalunya. Fundada el 2014, va començar les seves activitats a principis de l'any 2015, amb motiu de l'inici de dues traduccions al català de l'obra de Proust A la recerca del temps perdut, a càrrec de Josep Maria Pinto i Valèria Gaillard.
L'associació va col·laborar amb la Càtedra Josep Pla, de la Universitat de Girona en l'organització d'unes jornades (9 i 10 de juny de 2016) sota el títol "Proust a Catalunya. Experiències de lectura (Lectors, crítics, traductors i detractors de la Recherche)",
les quals varen donar lloc al llibre Proust a Catalunya (Xavier Pla, ed; 2016).
Col·labora habitualment en l'organització d'actes o cicles relacionats amb la figura de Proust amb diverses entitats com, entre d'altres, l'Ateneu Barcelonès, la Filmoteca de Catalunya o el Born Centre de Cultura i Memòria, on va fer-se la primera presentació pública de l'associació així com l'acte central del conjunt d'activitats organitzades o promogudes per l'associació amb motiu del centenari de la mort de l'escriptor, l'any 2022.
L'escriptor francès resident a Barcelona Mathias Énard va publicar l'any 2016 un poemari titulat Dernière communication à la société proustienne de Barcelone, amb un poema ("Dernière communication") compost a la manera d'una intervenció davant d'aquesta entitat.

## Publicacions
- Recerques : butlletí de la Societat Catalana d'Amics de Marcel Proust., publicat anualment des del 2019.[15][16]